# Finanstidende
Finanstidende var et dansk fag- og erhvervsøkonomisk og politisk ugeblad, der eksisterede fra 1914 til 1989. Bladet blev grundlagt af nationaløkonomen og politikeren Carl Thalbitzer (1876-1970), der fungerede som dets redaktør i en menneskealder. Ejerskabet og posten blev senere overtaget af svigersønnen, Svend Thiberg.
Bladet var respekteret for sin seriøse og lidt tørre stil. Ledernes politiske linje var konsekvent borgerligt-liberal.
Bladet havde gennem årene som ansatte en række yngre økonomer og journalister, som senere blev kendte i andre sammenhænge, blandt andet udenrigsminister Uffe Ellemann-Jensen, chefredaktør Victor Andreasen og professor mv. Steen Leth Jeppesen.